# Essex
Essex [ˈɛsɪks] este un comitat în estul Angliei.

## Orașe
- Basildon
- Billericay
- Braintree
- Brentwood
- Brightlingsea
- Buckhurst Hill
- Burnham-on-Crouch
- Canvey Island
- Chelmsford
- Chigwell
- Chipping Ongar
- Clacton-on-Sea
- Coggeshall
- Colchester
- Eastwood
- Epping
- Frinton-on-Sea
- Grays
- Great Dunmow
- Hadleigh
- Halstead
- Harlow
- Harwich
- Leigh-on-Sea
- Loughton
- Maldon
- Manningtree
- Rayleigh
- Rochford
- Saffron Walden
- Shoeburyness
- South Woodham Ferrers
- Southend-on-Sea
- Thaxted
- Tilbury
- Waltham Abbey
- Walton-on-the-Naze
- West Mersea
- Wickford
- Witham
- Wivenhoe